# Trường Đại học Cửu Long
Trường Đại học Cửu Long là một trường đại học tư thục của Việt Nam ở tỉnh Vĩnh Long. Trường được thành lập vào ngày 05/01/2000 và là trường đại học dân lập (nay đã chuyển sang loại hình tư thục) đầu tiên ở vùng Đồng bằng sông Cửu Long.

## Giảng Viên
- Giảng Viên hiện nay là những sinh viên của Trường học giỏi và xuất sắc được giữ lại Trường để học tiếp Thạc sĩ do trường đào tạo rồi làm giảng viên giảng dạy cho trường.